# Jörn Wessels
Jörn Arne Wessels (* 19. Juli 1991) ist ein deutscher Basketballspieler. Der 2,07 Meter große Innenspieler bestritt vier Bundesliga-Einsätze für Braunschweig.

## Laufbahn
Wessels schaffte über den Nachwuchsbereich der SG Braunschweig 2008 den Sprung in die Herrenmannschaft der Niedersachsen, die damals in der 2. Bundesliga ProB antrat. Bis 2014 spielte Wessels in der Mannschaft unter dem rumänischen Talenteförderer Liviu Calin und schaffte es auch in den erweiterten Kader des Braunschweiger Erstligisten (seinerzeit New Yorker Phantoms), für den er im Februar 2011 einen ersten Kurzeinsatz in der Basketball-Bundesliga beging und während der Saison 2013/14 drei weitere Partien in der höchsten deutschen Spielklasse absolvierte.
Im Spieljahr 2014/15 verstärkte Wessels die Uni-Riesen Leipzig in der 2. Bundesliga ProB. Während der Saison 2015/16 spielte er zunächst für die SG MTV/BG Wolfenbüttel in der 2. Regionalliga, ab Januar 2016 dann zusätzlich für die Herzöge Wolfenbüttel in der ProB. In der Spielrunde 2016/17 stand er fest im Aufgebot der Herzöge.
Im Sommer 2017 wechselte Wessels zur SG Braunschweig (mittlerweile 2. Regionalliga) zurück. Später spielte er wieder in Wolfenbüttel.